# Predrag Đurović
Predrag Đurović (* 1962) ist ein serbischer Geograph und Geomorphologe.

## Leben
Er studierte an der Universität Belgrad Geographie und erhielt dort 1990 seinen Masterabschluss. Im Jahr 1996 wurde er dort auch promoviert. Seine Dissertation behandelte als geomorphologische Studie den alpinen Karst des montenegrinischen Bergmassivs Durmitor.
Đurović arbeitete zunächst am „Geographischen Institut Jovan Cvijić“ der Serbischen Akademie der Wissenschaften und Künste und ist seit 2001 ordentlicher Professor an der Fakultät für Geographie seiner Alma Mater. Seine Forschungsschwerpunkte sind neben dynamisch-geomorphologischen Aspekten der physischen Geographie – vor allem Karstologie, Glaziologie und Speläologie – auch Paläogeographie sowie nachhaltiger Bergtourismus.

## Englischsprachige Publikationen (Auswahl)
Herausgeberschaft
- Predrag Đurović (Hrsg): Speleological atlas of Serbia / Спелеолошки атлас Србије [zweisprachig]. Serbische Akademie der Wissenschaften und Künste, 1998.
- Emilija Manić; Vladimir Nikitović; Predrag Đurović (Hrsg): The geography of Serbia. Nature, people, economy. In der Reihe: „World Regional Geography Book Series“. Springer, 2022, ISBN 978-3-030-74700-8.

Beiträge in Sammelwerken
- Radmila Pavlović; Jelena Ćalić; Predrag Đjurović; Branislav Trivić; Igor Jemcov: Recent landform evolution in Serbia. In: Dénes Lóczy; Miloš Stankoviansky; Adam Kotarba (Hrsg): Recent landform evolution. The Carpatho-Balkan-Dinaric region. Springer, 2012, ISBN 978-94-007-2448-8, Seiten 345–375.
- Predrag Đjurović; Mirela Đjurović: Physical geographic characteristics and sustainable development of the mountain area in Montenegro. In: Georgi Zhelezov (Hrsg): Sustainable development in mountain regions. Southeastern Europe. Springer, 2016, ISBN 978-3-319-20110-8, Seiten 93–111.